# Sonnino
Sonnino – miejscowość i gmina we Włoszech, w regionie Lacjum, w prowincji Latina.
Według danych na rok 2004 gminę zamieszkiwało 6278 osób, 99,7 os./km².